# Вторая битва на Сомме
Вторая битва на Сомме (англ. Second Battle of the Somme) — военная операция, осуществлявшаяся с конца августа по начало сентября войсками Антанты во время Первой мировой войны на Западном фронте в бассейне реки Сомма вслед за Амьенской операцией. Одна из серии успешных наступлений осени 1918 года, приведших к победоносному для союзников окончанию войны.

## Стратегическая ситуация
После Амьенского сражения войска Антанты приступили к расширению фронта наступления на флангах продвинувшихся вперед 4-й английской, 1-й и 3-й французских армий и вытеснению противника на позицию Зигфрида. К северу от Соммы предполагалось осуществить наступление 3-й английской армии в общем направлении на Бапом, Перонн. Южнее Соммы в наступление в направлении на Шони переходила 10-я французская армия.
Германское командование отказалось от каких бы то ни было наступательных действий и решило перейти к обороне захваченных территорий. «Ни пяди земли не оставлять без ожесточенной борьбы» — таков был приказ германским войскам. Таким образом действий верховное командование рассчитывало во избежание серьезных внутриполитических осложнений скрыть от германского народа истинное состояние армии и добиться приемлемых условий мира.

## Ход сражения

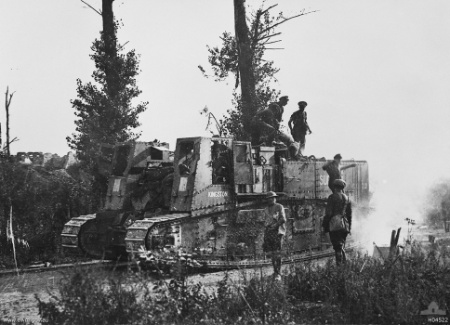
Британский танк в бою

21 августа против 1-й германской армии на двадцатикилометровом фронте от Альбера до Арраса начала наступать 3-я английская армия с приданным 2-м корпусом США. Альбер был взят 22 августа. К исходу 26 августа она вышла на линию Брэ, Бапом, продвинувшись вперед на 10 км.
26 августа к наступлению 3-й английской армии присоединилась и 1-я английская армия, которая 29 августа вышла на линию Бюлькур — Дрокур.
Наступление союзников вынудило германское командование в ночь на 27 августа начать отвод 17-й, 2-й, 18-й и 9-й армий на линию Краузиль, Бапом, Перонн, Нуайон. Бапом пал 29 августа.
30 августа наступление союзников продолжилось сначала на флангах, а затем и в центре, имея целью не дать немецким войскам закрепиться впереди позиции Зигфрида.
Австралийский корпус переправился через реку Сомма в ночь на 31 августа и прорвал немецкие линии в боях при Мон-Сен-Кантен и за Перон. Командующий 4-й британской армией генерал Генри Роулинсон назвал наступление австралийцев с 31 августа по 4 сентября величайшим военным достижением войны.
Утром 2 сентября канадский корпус захватил контроль над линией Дрокур-Кеан (представляющей собой западный край линии Гинденбурга). В сражении участвовали канадская 1-я дивизия, 4-я дивизия и британская 52-я дивизия. Немецкие войска понесли большие потери, а канадцы захватили более 6000 пленных. Потери канадцев составили 5600 человек.
30 августа фланговые армии, 10-я французская в направлении на Лаон и 1-я английская из района Арраса на Камбре начали ещё одно наступление. В последующие дни к ним присоединились и армии центра.
Угроза с обоих флангов вынудила германское командование в полдень 2 сентября отдать приказ о дальнейшем отводе 17-й, 2-й, 18-й и 9-й армий на фронте между реками Скарп и Вель протяжением в 160 км на позицию Зигфрида. Немцы начали отход в ночь на 3 сентября, отступали почти без помехи со стороны союзников и 8 сентября на фронте от Арраса до Эллет заняли большую часть тех позиций, с которых они начали весеннее наступление в 1918 года. Также к 6 сентября немецкие войска сами очистили выступ на реке Лис.

## Результаты
В ходе боёв с 21 августа англичане захватили 53 000 пленных и 470 орудий.
С этого времени и до 26 сентября на всем этом фронте наступило относительное спокойствие, прерываемое незначительными боями, имевшими целью оттеснить германцев с их передовых позиций.
Таким образом, первая часть плана наступательных операций союзных армий, намеченного ещё 24 июля Фошем, успешно выполнялась. Оставалось только вытеснить противника из Сен-Миельского выступа.